# Nenad Radovski
Nenad Radovski (* 16. Oktober 1971 in Belgrad) ist ein ehemaliger serbischer Basketballspieler.

## Leben
Radovskis Wehrdienst in der jugoslawischen Armee endete kurz vor dem Beginn des Krieges in Slowenien. Er ging in die Vereinigten Staaten, spielte dort auf Hochschulebene Basketball: Zunächst am Mount Senario College im Bundesstaat Wisconsin, dann am Central Florida Community College in Florida. In der Saison 1994/95 gehörte er der Hochschulmannschaft der University of Central Florida (UCF) in der ersten NCAA-Division an. Der 2,03 Meter große Flügelspieler bestritt 19 Partien für UCF und kam auf 2,1 Punkte je Begegnung.
In der Saison 1997/98 war er Mitglied der Mannschaft MZT Skopje, sammelte mit dieser Erfahrung im Europapokal (EuroCup). 1999/2000 stand Radovski zeitweilig in Diensten des polnischen Erstligisten Zielona Góra, zur Saison 2000/01 wechselte er nach Deutschland zum Zweitligisten BG 73 Wolfenbüttel. Radovski spielte 2001/02 in derselben Liga erst beim TSV Quakenbrück, dann beim OSC Magdeburg.